# Fubar
FUBAR (siglas de «Fucked Up Beyond All Recognition/Repair») fue una serie de televisión estadounidense de acción y comedia creada por Nick Santora para la plataforma Netflix. Protagonizada por Arnold Schwarzenegger en su primer papel protagonista en una serie de televisión de acción real, fue producida por Skydance Television y Blackjack Films. Se estrenó el 25 de mayo de 2023. En junio de 2023 la serie fue renovada para una segunda temporada. En agosto de 2025 la serie fue cancelada. 

## Sinopsis
Luke Brunner y su hija Emma han mantenido en secreto que son agentes especiales de la CIA. Cuando ambos se enteran de la verdad, se dan cuenta de que en realidad no saben nada el uno del otro, y deben trabajar juntos en un importante caso y al mismo tiempo lidiar con sus problemas personales y familiares.

## Reparto

### Principal
- Arnold Schwarzenegger es Luke Brunner
- Monica Barbaro es Emma Bartholomina Brunner
- Milan Carter es Bartholomew Tiberius "Barry" Putt, oficial de operaciones técnicas de la CIA del equipo de Luke
- Gabriel Luna es Boro Polonia, un poderoso traficante de armas
- Fortune Feimster es Ruth "Roo" Russell, agente de la CIA del equipo de Luke
- Travis Van Winkle es Aldon C. Reese, agente de la CIA del equipo de Luke
- Fabiana Udenio es Tallulah "Tally" Brunner, exmujer de Luke y madre de Emma
- Jay Baruchel es Carter Perlmutter, novio de Emma y maestro de guardería
- Barbara Eve Harris es Dot Okoye, directora regional de la CIA que encarga a Luke y Emma trabajar juntos como un equipo
- Aparna Brielle es Tina Mukerji, el analista de datos de la NSA contratado para apoyar al equipo de Luke
- Andy Buckley es Donatello "Donnie" Luna, novio de Tally
- Guy Burnet es Theodore "Theo" Chips (temporada 2), exagente del MI6 que trabaja con Greta y está interesado románticamente en Emma.
- Carrie-Anne Moss es Greta Nelso (temporada 2), ex espía de Alemania del Este que tuvo un pasado romántico con Luke.

### Recurrente
- Devon Bostick es Oscar Brunner, hijo de Luke y Tally y hermano de Emma
- David Chinchilla es Cain Khan (temporada 1), mano derecha de Boro
- Stephanie Sy es Sandy Yoon-Brunner, mujer de Oscar
- Scott Thompson es el doctor Louis Pfeffer, el psicólogo operativo que Dot contrató para llevar a cabo las sesiones de terapia conjunta obligatorias de Luke y Emma
- Enrico Colantoni es Reed (temporada 2), director regional interino de la CIA que reemplaza a Dot.

### Invitados notables
- Adam Pally es Dane
- Tom Arnold es Norm Carlson
- Sunny Sandler es Victoria
- Sadie Sandler es Winnie

## Episodios
| Temporada | Temporada | Episodios | Episodios | Lanzamiento original | Lanzamiento original |
| --------- | --------- | --------- | --------- | -------------------- | -------------------- |
|           | 1         | 8         | 8         | 25 de mayo de 2023   | 25 de mayo de 2023   |
|           | 2         | 8         | 8         | 12 de junio de 2025  | 12 de junio de 2025  |

### Primera temporada (2023)
| N.º en serie | N.º en temp. | Título                                                   | Dirigido por      | Escrito por                       | Fecha de emisión original | Código de prod. |
| ------------ | ------------ | -------------------------------------------------------- | ----------------- | --------------------------------- | ------------------------- | --------------- |
| 1            | 1            | «Take Your Daughter to Work Day» «De tal padre tal hija» | Phil Abraham      | Nick Santora                      | 25 de mayo de 2023        | 1WAH01          |
| 2            | 2            | «Stole Train» «Asalto a un tren»                         | Holly Dale        | Scott Sullivan                    | 25 de mayo de 2023        | 1WAH02          |
| 3            | 3            | «Honeyplot» «El señuelo»                                 | Holly Dale        | Adam Higgs                        | 25 de mayo de 2023        | 1WAH03          |
| 4            | 4            | «Armed & Dane-gerous» «El danés armado y peligroso»      | Steven A. Adelson | Penny Cox                         | 25 de mayo de 2023        | 1WAH04          |
| 5            | 5            | «Here Today, Gone To-Marrow» «Misión médula ósea»        | Steven A. Adelson | Cait Duffy                        | 25 de mayo de 2023        | 1WAH05          |
| 6            | 6            | «Royally Flushed» «Caras de póquer»                      | Phil Abraham      | Scott Sullivan y Lillian Wang     | 25 de mayo de 2023        | 1WAH06          |
| 7            | 7            | «Urine Luck» «Oro líquido»                               | Stephen Surjik    | Adam Higgs y Michael J. Gutiérrez | 25 de mayo de 2023        | 1WAH07          |
| 8            | 8            | «That's It And That's All» «Punto y se acabó»            | Stephen Surjik    | Nick Santora                      | 25 de mayo de 2023        | 1WAH08          |

### Segunda temporada (2025)
| N.º en serie | N.º en temp. | Título                                                         | Dirigido por   | Escrito por                         | Fecha de emisión original | Código de prod. |
| ------------ | ------------ | -------------------------------------------------------------- | -------------- | ----------------------------------- | ------------------------- | --------------- |
| 9            | 1            | «Fullest house» «Una casa hasta los topes»                     | Phil Abraham   | Nick Santora                        | 12 de junio de 2025       | 2WAH01          |
| 10           | 2            | «Highly Re-Greta-Ble» «El fantasma de Greta»                   | Phil Abraham   | Adam Higgs                          | 12 de junio de 2025       | 2WAH02          |
| 11           | 3            | «Tango and Smash» «Tango y violencia»                          | Phil Abraham   | Scott Sullivan                      | 12 de junio de 2025       | 2WAH03          |
| 12           | 4            | «Astro-Not» «Astronáufrago»                                    | Jeff T. Thomas | Seth Cohen y Amy Pocha              | 12 de junio de 2025       | 2WAH04          |
| 13           | 5            | «Trippin' the Abyss» «Un viaje por el abismo»                  | Jeff T. Thomas | Penny Cox                           | 12 de junio de 2025       | 2WAH05          |
| 14           | 6            | «Penny Possum's Pizzapocalypse» «Pizzapocalipsis Penny Possum» | Jeff T. Thomas | Cait Duffy                          | 12 de junio de 2025       | 2WAH06          |
| 15           | 7            | «Dam It» «Maldita presa»                                       | MJ Bassett     | Lillian Wang y Michael J. Gutiérrez | 12 de junio de 2025       | 2WAH07          |
| 16           | 8            | «Let's Twist Again» «Otra vuelta de tuerca»                    | Phil Abraham   | Adam Higgs y Scott Sullivan         | 12 de junio de 2025       | 2WAH08          |

## Recepción
El sitio web Rotten Tomatoes registró un 50% de aprobación con una calificación media de 5,4/10, basada en 49 reseñas. El consenso indica: «Con chistes planos y una historia que toma prestado liberalmente de los triunfos anteriores de la carrera de la estrella Arnold Schwarzenegger, Fubar es simplemente un OK». Metacritic, que utiliza una media ponderada, le asigna una puntuación de 48 sobre 100 basada en 24 críticas, lo que indica «críticas mixtas».